# 新井潔
新井 潔（あらい きよし、1969年4月11日 - ）は、群馬県富岡市出身の元プロ野球選手（内野手）。

## 経歴
富岡市小野中出身。東農大二高では投手から遊撃手へ転向。エース・忰田幸也を擁して2年秋の群馬県大会で優勝。卒業後は本田技研に入社。5番サードに座った。2年目の都市対抗野球では4番指名打者、翌年は補強選手で出場。1990年度ドラフト会議にてヤクルトスワローズから4位指名を受け、入団。社会人では田村勤、西俊児と同僚であった。
1992年は1A・サリナス・スパーズに野球留学した。
遊撃手には池山隆寛がいて、主として二塁、三塁を守ったが、内外野ともに守れるユーティリティープレーヤーであった。両打ちという点でもタイプの似た笘篠賢治らの陰に隠れた。

1994年の中日戦では二塁手として先発出場するも、延長12回裏に1死1，2塁で併殺を狙った一塁送球が逸れてサヨナラエラーを喫する（二塁走者大豊泰昭の本塁進塁が新井の失策）と、思わず号泣する姿が珍プレー好プレーで放映された。
1996年シーズンオフに金銭トレードで横浜ベイスターズへ移籍。
1997年シーズンには自己最多の53試合に出場。試合終盤に駒田徳広の代走、そのまま一塁の守備に就くことも多かった。しかし、1998年シーズンに日本一を果たした翌1999年シーズンは出場試合が激減。
2000年シーズンには一軍出場なしに終わった。同年のシーズンオフに進藤達哉・戸叶尚と共に前田和之・杉本友・小川博文との3対3の交換トレードでオリックス・ブルーウェーブへ移籍。
2002年シーズンオフに現役を引退。
2003年に古巣である社会人・ホンダのコーチに就任。
2004年に5年ぶりの都市対抗野球出場に貢献し、若獅子賞を獲得した金子洋平を育成するなど手腕を発揮した。
2008年9月末日をもってホンダを退社し、故郷・群馬へ帰郷。群馬ダイヤモンドペガサスのジュニア部門のコーチを務めた。
2010年から野手コーチに昇格したものの同年のシーズン限りで退団。

## 詳細情報

### 年度別打撃成績
| 年 度     | 球 団      | 試 合 | 打 席 | 打 数 | 得 点 | 安 打 | 二 塁 打 | 三 塁 打 | 本 塁 打 | 塁 打 | 打 点 | 盗 塁 | 盗 塁 死 | 犠 打 | 犠 飛 | 四 球 | 敬 遠 | 死 球 | 三 振 | 併 殺 打 | 打 率 | 出 塁 率 | 長 打 率 | O P S |
| --------- | ---------- | ----- | ----- | ----- | ----- | ----- | -------- | -------- | -------- | ----- | ----- | ----- | -------- | ----- | ----- | ----- | ----- | ----- | ----- | -------- | ----- | -------- | -------- | ----- |
| 1993      | ヤクルト   | 22    | 30    | 27    | 1     | 4     | 0        | 2        | 0        | 8     | 2     | 0     | 0        | 1     | 0     | 2     | 1     | 0     | 6     | 1        | .148  | .207     | .296     | .503  |
| 1994      | ヤクルト   | 42    | 118   | 99    | 11    | 22    | 3        | 0        | 2        | 31    | 7     | 0     | 1        | 3     | 1     | 13    | 1     | 2     | 16    | 2        | .222  | .322     | .313     | .635  |
| 1996      | ヤクルト   | 4     | 8     | 6     | 1     | 0     | 0        | 0        | 0        | 0     | 0     | 0     | 0        | 0     | 0     | 2     | 1     | 0     | 2     | 1        | .000  | .250     | .000     | .250  |
| 1997      | 横浜       | 53    | 69    | 57    | 10    | 9     | 4        | 0        | 0        | 13    | 0     | 0     | 1        | 2     | 0     | 10    | 1     | 0     | 14    | 1        | .158  | .284     | .228     | .512  |
| 1998      | 横浜       | 13    | 13    | 12    | 2     | 2     | 1        | 0        | 0        | 3     | 0     | 0     | 0        | 0     | 0     | 1     | 0     | 0     | 0     | 0        | .167  | .231     | .250     | .481  |
| 1999      | 横浜       | 1     | 1     | 0     | 0     | 0     | 0        | 0        | 0        | 0     | 0     | 0     | 0        | 1     | 0     | 0     | 0     | 0     | 0     | 0        | ----  | ----     | ----     | ----  |
| 2001      | オリックス | 4     | 5     | 4     | 0     | 0     | 0        | 0        | 0        | 0     | 0     | 0     | 0        | 0     | 0     | 1     | 0     | 0     | 0     | 0        | .000  | .200     | .000     | .200  |
| 通算：7年 | 通算：7年  | 139   | 244   | 205   | 25    | 37    | 8        | 2        | 2        | 55    | 9     | 0     | 2        | 7     | 1     | 29    | 4     | 2     | 38    | 5        | .180  | .287     | .268     | .555  |

### 記録
- 初出場・初先発出場：1993年4月16日、対中日ドラゴンズ1回戦（ナゴヤ球場）、8番・三塁手として先発出場
- 初安打：1993年4月25日、対横浜ベイスターズ3回戦（福岡ドーム）、11回裏に五十嵐英樹から単打
- 初打点：1993年6月26日、対阪神タイガース11回戦（阪神甲子園球場）、8回表に弓長起浩から2点適時打
- 初本塁打：1994年6月26日、対広島東洋カープ11回戦（札幌市円山球場）、3回裏に佐々岡真司からソロ

### 背番号
- 25 （1991年 - 1996年）
- 4 （1997年 - 2000年）
- 44 （2001年 - 2002年）
- 71 （2010年）